# Scottish Arts Council
Lo Scottish Arts Council (gaelico scozzese: Comhairle Ealain na h-Alba, scots: Scots Airts Cooncil) è stato un ente governativo scozzese responsabile del finanziamento, sviluppo e promozione delle arti e discipline umanistiche in Scozia. Come prima iniziativa, il Council distribuiva fondi del Governo scozzese e anche delle Lotterie Nazionali ("National Lottery of the United Kingdom") ricevuti tramite il Dipartimento di Cultura, Media e Sport.
Lo Scottish Arts Council fu costituito nel 1994 dopo la ristrutturazione dell'Arts Council of Great Britain, ma esisteva come ente autonomo dal 1967. Nel 2010 si è fuso con lo Scottish Screen per formare il nuovo ente Creative Scotland.

## Attività
Il Council ha finanziato tutte le aree delle belle arti e di umanistica, cercando di mantenere un equilibrio tra le diverse comunità della Scozia. Ha inoltre finanziato gruppi culturali e avvenimenti associati con le comunità minoritarie della Scozia. Ha sponsorizzato due premi librari:
- The Scottish Arts Council Book of the Year Award (del valore di GB£5.000); e
- The Scottish Arts Council Children's Book of the Year Award (valutato a GB£10.000).